# Ranta
Ranta falu Romániában, Maros megyében.

## Története
Marosbogát község része. A trianoni békeszerződésig Torda-Aranyos vármegye Marosludasi járásához tartozott.

## Népessége
2002-ben 338 lakosa volt, ebből 272 román 61 magyar és 5 cigány nemzetiségű.

## Vallások
A falu lakói közül 273-an ortodox, 56-an református, 7-en római katolikus hitűek.